# T矮星
T矮星或甲烷棕矮星是光譜類型為「T」的天體，這些天體可能是棕矮星 或年輕的自由漂流行星質量天體。一顆直接成像的年輕系外行星也可能是T矮星。T矮星比L矮星冷，但是比Y矮星溫暖。

## 原型：格利澤229B

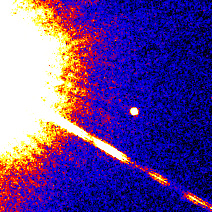
哈伯的格利澤229B的影像。

第一顆被發現的T矮星是1995年發現的格利澤229B。該天體的溫度低於1000K，光譜中顯示甲烷（CH4）、水蒸氣（H2O）和一氧化碳（CO）。 在高層大氣中，CO轉化為CH4和H2O，而在較熱的低層大氣中則相反。它還顯示出銫（Cs）的吸收，但缺少M-矮星（一氫化鈣、FeH，TiO和VO中常見的吸收特徵。氨（NH3）被納入光譜分析。鈉（Na）和鉀（K）也在這顆T矮星中被檢測到。後來的研究發現，格利澤229B的動態質量為70±5MJ，遠高於冷卻模型所建議的質量。光譜類型有些模糊。這是因為它在1.3和1.6μm處顯示出强烈的CH4吸收，表明為T7型，但在1.1、1.4、1.9和2.2μm處表現出較弱的CH4和H2O特徵，表明為T5-T6型。人們還懷疑格利澤229B是一個雙星，這可以解釋它的高質量和不尋常的光譜。2024年，甚大望遠鏡上的儀器證實了這種雙星性，該儀器解析了這對雙星，並將它們的軌道限制在約16個地月距離的緊密半長軸上，軌道週期約為12.1天。格利澤229Ba的質量約為38MJ，格利澤229Bb的質量約34MJ。

## T型光譜

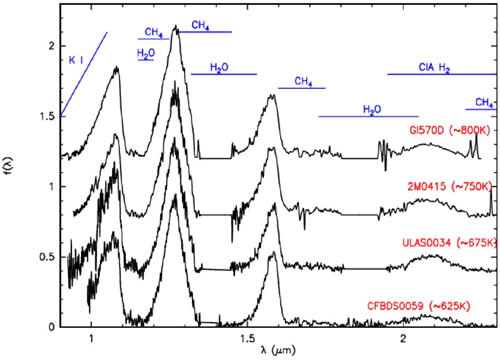
中晚期T矮星的光譜，顯示甲烷、水蒸氣、CIA氫和鉀的吸收。

光譜類型「T」於1999年首次提出，格利澤229B是當時唯一的代表。接下來是格利澤570D的發現，SDSS 1624+00（第一顆場T矮星）和SDSS 1346-00（第二顆場T矮星）。然而，這些是中晚期的T矮星，第一批早期的T矮星（SDSS 0837、SDSS 1254和SDSS 1021）是在2000年史隆數位巡天的數據中發現的。這些天體顯示出比以前發現的T矮星更弱的CH4吸收。CH4首先出現在L8矮星的K波段中，而L矮星和T矮星的區別在於CH4出現在T矮星的H波段。從T0到T8，T矮星對H2O和CH4的吸收逐漸增加。中性Na和K特徵在L-和T-矮星中變寬，隨著光譜類型的增加，L/T-矮星的Na特徵深度也增加。 最冷的T矮星之一是由UKIDSS發現的，名為UGPS 0722-05。研究人員使用WISE發現了其他晚期T矮星和新發現的Y矮星天體。在UGPS 0722-05的説明下，T矮星和Y矮星之間的躍遷被定義為T9的標準和WISE 1738+2732作為Y0的標準。晚期T矮星和早期Y矮星表現出深H2O和CH4吸收特徵，T矮星和Y矮星之間的躍遷發生在500 K附近。另一顆重要的T矮星是盧曼16B，它是距離我們最近的T矮星。它的光譜類型為T0.5，接近L/T躍遷。它在光譜中顯示出FeH的痕迹，FeH在晚期L矮星中减弱，但在早期到中期T矮星中由於雲層的干擾而增强。使用JWST在近紅外和中紅外波段對T矮星的觀測清楚地表明，由於NH3、CH4、H2O、CO和 CO2，T矮星具有額外的吸收特徵。雙子星天文台的觀測表明，在T6矮星DENIS J081730.0−615520中首次檢測到硫化氫（H2S）和分子氫（H2）。

### 次矮星
已知具有T光譜型的次矮星是2MASSI J0937347+293142，這是第一顆T型次矮星。由於2.1μm峰值的抑制，它顯示出藍色近紅外顏色，這可能是由於氫（H2）的碰撞誘導吸收（CIA）增强引起的。次矮星的金屬豐度較低，起初只知道一個中低金屬豐度的小樣本。2020年，公民科學項目「後院世界」發現了首批光譜類型為T的極端次矮星，分別命名為「WISEA 0414−5854」和「WISEA 1810−1010」。這些天體具有不尋常的藍色，表明來自CH4的吸收較低。對WISEA 1810−1010的後續觀測表明，它在光學和紅外光譜中僅顯示出由於H2O和H2引起的吸收。CH4完全缺失，這與T矮星被定義為「甲烷矮星」形成鮮明對比，WISEA 1810−1010被稱為「水蒸氣矮星」。2024年，布林加斯（英語：Burgasser）等人引入了T次矮星的分類系統，該系統允許分為輕度次矮星（d/sdT）、次矮星（sdT）和極端次矮星（esdT）。低金屬性的特徵是氫分子的强碰撞誘導吸收（CIA）、模糊的甲烷和水特徵以及弱的鉀K I吸收。這項工作還確定了三顆棕矮星，它們是恆星流的候選成員。未來與JWST、Euclid、Rubin和Roman的合作將使T次矮星的樣本新增到數千個。這項工作還確定了三顆棕矮星，它們是恆星流的候選成員。JWST已經發現了第一顆遙遠的T次矮星，例如[UNCOVER-BD-1]]。

## 棕矮星
大多數T矮星是棕矮星。棕矮星的質量低於氫燃燒的最小質量（0.075 M☉或78.5 MJ）。 UltracoolSheet 中目前有 920 個紅外光譜類型為T的天體。 超冷基本參數表列出了紅外光譜類型為T且質量在2到 58 MJ之間的天體。其它圍繞恆星或白矮星運行的T型棕矮星是已知的，主矮星的年齡可以幫助確定T型矮星的質量。已知最古老的T矮星之一是Wolf 1130C，它大約有 100億年的歷史。。

## 行星質量天體和系外行星
最早被最終確定光譜型為T的年輕孤立行星品質天體之一是SDSS J1110+0116（T5.5），它是1.2億年老的劍魚座AB移動星群成員。另一個重要的發現是最近的行星質量天體之一，稱為SIMP J013656.5+093347（T2.5，12.7 ±1.0MJ），它是2億年老的船底座鄰近移動星群的一部分。這個天體也是變星，週期為2.4小時，可能是由於雲層造成的。它還呈現了極光導致的電波發射。其它年輕的T矮星候選者是從其他年輕星協中得知的，與場T矮星相比，這些天體呈現出紅色。年輕的直接成像系外行星和行星質量伴星呈現T光譜類型，例如波江座51 b（ T4.5-T6）。 

## 雲和可變性

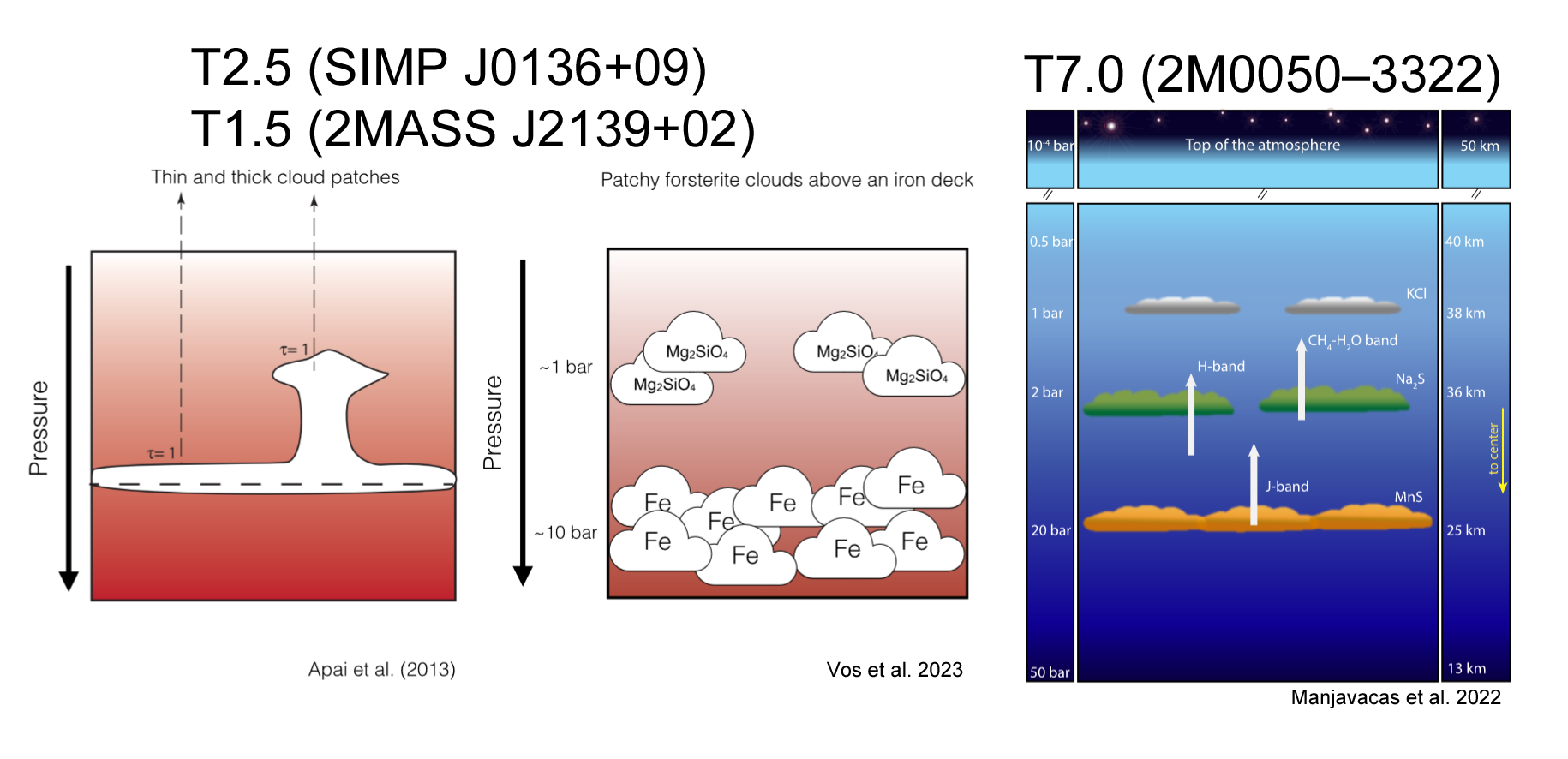
早期的雲模型（SIMP J0136+09，2MASS J2139+02）和晚期的T矮星（2MASS J0050–3322）。

兩個變化最大的棕矮星是T矮星盧曼16B，其變化高達20%和2MASS J2139+02，其變化幅度高達26%。T矮星，尤其是年輕的早期型T矮星通常是變星。這種變化與雲的存在有關，但也提出了其它解釋，例如熱點和極光。這些早期的T矮星被認為有一個鐵雲層和一個斑駁的矽酸鹽雲層。矽酸鹽雲被認為在 L/T過渡附近消散，導致形成斑駁的矽酸鹽雲層和晚期L矮星和早期T矮星的高振幅變化。 雲的中斷使更深的雲層可被用於觀測；這些較深的層更溫暖並含有FeH。這解釋了FeH的重新出現和增強，以及早期到中期T矮星的藍色近紅外顏色。晚期T矮星也應該有由鉻、氯化鉀和不同的 硫化物組成的雲層。這些雲層很薄，並且存在於矽酸鹽雲的上方。一顆可變的晚T矮星是WISE 0458+6434（T8.5），在一個週期內變化了13%。

## 磁場和極光
在電波發射中探測到的第一顆T矮星是2MASS J1047+21（T6.5），它是用阿雷西博電波望遠鏡發現的。從那時起，其它幾顆具有無線電發射的T矮星被發現，包括行星質量天體SIMP J013656.5+093347（T2.5），以及在電波發射的説明下發現的T矮星BDR J1750+3809。具有無線電發射的最冷T矮星是 WISEPA J062309.94-045624.6（T8）。T矮星的電波發射類似於晚期L矮星，被認為是由極光產生的。此外H-α發射通常與L4-T8 矮星中的無線電發射有關，並被認為來自極光。於 2000年發現的2Mass 1237+6526（T6.5）是一顆不尋常的強H-α發射T矮星。理論上，H-α 發射、UV發射和無線電發射要麼來自冷伴星（1-2.8 R🜨；<500 K）要麼來自極光。

## 聯星
晚期T矮星聯星比L型聯星少見。只有8±6%具有T5-Y0主系統的系統是聯星，並且這些系統通常有幾個天文單位（AU）的分離。一顆著名的T矮星聯星是波斯七（印地安座ε）。這個聯星由一顆T1和一顆T6矮星組成，它們彼此繞行，間隔為2.65 AU。T矮星也存在三合星系統，2M0838+15是第一個被發現的完全分辨的T矮星三合星。